# Lidi Bessi Kama
Lidi Bessi Kama (épouse Gumedzoe), née le 15 mars 1979 à Lomé, est une médecin et femme politique togolaise.

## Biographie
Elle étudie au collège Notre Dame des Apôtres de Lomé puis obtient son baccalauréat lycée de Tokoin en 1996. Elle passe alors son concours d'entrée à l'École du service de santé des armées de Lomé et est par la suite diplômée d'un doctorat d'État en médecine à l'université de Lomé et se spécialise dans la pédiatrie et hygiène infantile, ainsi qu'en médecine du sport à l'université de Cocody.
Elle est médecin-lieutenant colonel des Forces armées togolaises et présidente de la Commission médicale de l'International Handball federation. Ancienne membre de la Confédération africaine de handball. Elle a été commissaire de la Commission nationale des droits de l'homme (CNDH Togo) d'avril 2019 à octobre 2020.
Elle est ministre des Sports et des Loisirs du Togo depuis le 1er octobre 2020,. Ce poste lui est de nouveau attribué le 20 Août 2024 dans le gouvernement de Victoire Tomégah-Dogbé,

## Distinction
- Chevalier de l’ordre du mérite en 2011.